# M(A)DE IN JAPAN
M(A)DE IN JAPAN — семнадцатый студийный альбом японской певицы Аюми Хамасаки, вышедший в 29 июня 2016 года в Японии, 8 июля 2016 в Тайване. В официальном написании названия вместо (A) используется логотип.

## Об альбоме
23 января 2016 года Аю впервые упомянула, что начала работать над новым альбомом, а 7 апреля, что закончила запись последней песни. За это время в поисках вдохновения Аю побывала в Лондоне, Лас-Вегасе и Гонконге.
11 мая, неожиданно для всех, альбом появился в японском стримминговом сервисе AWA. Фанаты и новостные издания немедленно сравнили этот релиз с Lemonade Бейонсе. Девять новых песен стали доступны для прослушивания на территории Японии за полтора месяца до выхода альбома на физическом носителе. Десятый бонусный трек Many Classic Moments это кавер на песню globe, выпущенный 16 декабря 2015 года на диске «#globe20th -SPECIAL COVER BEST-». Альбом поставил рекорд в один миллион прослушиваний за пять дней.
Альбом доступен в трех вариантах: CD, CD+DVD и CD+Blu ray. А также специальные фан-клубные издания CD+2DVD и CD+Blu ray с эксклюзивной записью концерта «ayumi hamasaki LIMITED TA LIVE TOUR».

«Сейчас это странно, да? Анонимно нападать на людей в интернете. Это очень странно и становится всё хуже. Я думаю, многие это чувствуют. Ненормальность мышления: „Я не позволю кому-то ещё быть счастливым!“ Эта сторона так же одна из тем этого тура, как и альбома, над которым я работаю. Тур простой и в каком-то роде откровенный. Но, я думаю, это подходит современной мне.»— Аюми Хамасаки для Numero Tokyo N°97 2016.06

### Продвижение
14 мая 2016 года начался национальный тур в поддержку альбома «ayumi hamasaki ARENA TOUR 2016 A ~MADE IN JAPAN~». 17 концертов в 9 городах посетили примерно 120 тысяч человек. AWA провела специальную акцию для фан-клуба с целью распространения альбома. Каждый, кто поделился ссылкой на альбом и покажет скриншот на своем телефоне в месте выдачи призов перед концертным залом, мог получить оригинальную наклейку «AWA x Ayu».

В честь двух миллионов прослушиваний, 8 августа 2016 года AWA устроили специальное мероприятие «ayumi hamasaki Summer TA Party ~presented by AWA~» для участников фан-клуба, в котором приняло участие более 1200 человек. Это был часовой концерт, на котором исполнялись популярные летние песни и «Summer Love». Abema TV организовали онлайн трансляцию концерта на территории Японии.

### Видеоклипы
Клип на песню «Winter Diary» снимался в Тайване в период с 18 по 20 декабря 2015 года. Превью появилось на официальном канале youtube уже 22 декабря, за день до выхода ремиксового альбома «Winter diary ~A7 Classical~». Клип является продолжением «Summer diary» с альбома sixxxxxx, и в нём также снимается бывший танцор из команды Аю Shu-ya.
«FLOWER» снят одним дублем, как и «Sweet scar» в 2012 году. Для отрезания волос была всего одна попытка, так что эта сцена была множество раз отрепетирована до начала съемок. «Mad World» черно-белый для лучшего выражения текста песни с обращением к каждому слушателю. В нём использовались 100 литров черных чернил, олицетворяющих современное общество.

### Использование песен
- «TODAY» — рекламная кампания бренда украшений для дома Tokyo Interior.

### Список композиций
Все тексты написаны Аюми Хамасаки (Many Classic Moments написана Tetsuya Komuro & MARC).
| №   | Название                             | Музыка          | Аранжировка                               | Длительность |
| --- | ------------------------------------ | --------------- | ----------------------------------------- | ------------ |
| 1.  | «tasky»                              | tasuku          | tasuku                                    | 1:58         |
| 2.  | «FLOWER»                             | Tetsuya Yukumi  | tasuku, Yuta Nakano                       | 3:39         |
| 3.  | «Mad World»                          | tasuku          | tasuku, Yuta Nakano                       | 4:18         |
| 4.  | «Breakdown»                          | Tetsuya Yukumi  | Yuta Nakano                               | 4:33         |
| 5.  | «Survivor»                           | Timothy Wellard | Yuta Nakano                               | 4:13         |
| 6.  | «You are the only one»               | Timothy Wellard | Yuta Nakano                               | 5:00         |
| 7.  | «TODAY»                              | Shun Ueno       | Atsushi Sato, Takehito Shimizu            | 5:13         |
| 8.  | «Mr.Darling»                         | Tetsuya Yukumi  | tasuku, Yuta Nakano                       | 3:58         |
| 9.  | «Summer Love»                        | Mayuko Maruyama | tasuku, Yuta Nakano                       | 4:48         |
| 10. | «Many Classic Moments бонусный трек» | Tetsuya Komuro  | Yohanna Simon для RedOne Productions, LLC | 6:07         |

| №  | Название                     | Режиссёр        | Длительность |
| -- | ---------------------------- | --------------- | ------------ |
| 1. | «FLOWER» (video clip)        | Masashi Muto    | 3:53         |
| 2. | «Mad World» (video clip)     | Masashi Muto    | 4:25         |
| 3. | «Winter Diary» (video clip)  | Masashi Muto    | 5:52         |
| 4. | «FLOWER» (making clip)       | Keisuke Onodera | 5:07         |
| 5. | «Mad World» (making clip)    | Keisuke Onodera | 2:45         |
| 6. | «Winter Diary» (making clip) | Keisuke Onodera | 7:36         |

| №   | Название              | Длительность |
| --- | --------------------- | ------------ |
| 1.  | «Sorrows»             |              |
| 2.  | «Startin’»            |              |
| 3.  | «UNITE!»              |              |
| 4.  | «Last minute»         |              |
| 5.  | «Heartplace»          |              |
| 6.  | «Days»                |              |
| 7.  | «beloved»             |              |
| 8.  | «Summer diary»        |              |
| 9.  | «HEAVEN»              |              |
| 10. | «XOXO»                |              |
| 11. | «Lelio»               |              |
| 12. | «Sparkle»             |              |
| 13. | «Feel the love»       |              |
| 14. | «You & Me»            |              |
| 15. | «Love song»           |              |
| 17. | «Boys & Girls»        |              |
| 18. | «The Show Must Go On» |              |
| 19. | «Replace»             |              |
| 20. | «MY ALL»              |              |

## Позиции в чарте «Орикон»
| Неделя | Позиция | Продажи |
| ------ | ------- | ------- |
| 1      | #2      | 30,269  |
| 2      | #22     | 4,729   |
| 3      | #39     | 1,848   |
| 4      | #54     | 1,174   |
| 5      | #94     | 771     |
| 6      | #110    | 536     |
| 7      | #142    | 416     |
| 8      | #174    | 349     |
| 9      | #228    | 280     |
| 10     | #246    | 237     |

- Продажи в первый день: 19,898[14]
- Общее число проданных копий: 40,609 (Япония), 204 (Тайвань)

С выходом этого альбома Орикон зафиксировал новый рекорд. Аю на первом месте среди соло артисток с наибольшим числом альбомов в Тор 10, M(A)DE IN JAPAN стал 50-м.